# ビーズ・ビー
ビーズ・ビー（Beads Bee）は、パッチワーク通信社が発行するビーズアクセサリーの季刊誌。ビーズに関する雑誌のなかではクオリティの高い内容で、本格派の人気雑誌といえる。

## 概要
- 2004年1月（春号）の創刊から、2007年11月（冬号）現在、Vol.17までが発行されている。
- タイトルの由来は、パッチワークキルトでいわれる「キルティング・ビー」（ミツバチのように一緒に集まって楽しむ人々、の意）を、ビーズに当てはめたところから。創刊当時のタイトルの副題は単に「レッスンシリーズ」であったが、現在は「グラスビーズと天然石を楽しむクオリティ・マガジン」となっている。